# Michaël Isabey
Michaël Isabey (ur. 20 lutego 1975 w Pontarlier) – francuski piłkarz występujący na pozycji pomocnika, a także trener.

## Kariera
Isabey jest wychowankiem Besançon RC. Grał tam do 1997 roku. Wówczas trafił do drugoligowego FC Sochaux-Montbéliard. W debiutanckim sezonie 1997/1998 rozegrał 19 ligowych spotkań i zdobył w nich 2 bramki. Natomiast w lidze zajął z klubem trzecie miejsce i awansował z nim do ekstraklasy. W Ligue 1 zadebiutował 8 sierpnia 1998 w zremisowanym 1-1 pojedynku z AS Nancy. Przez cały sezon 1998/1999 w Ligue 1 zagrał cztery razy, a jego klub uplasował się w tych rozgrywkach na siedemnastej pozycji i powrócił do drugiej ligi. Wówczas Isabey został wypożyczony do trzecioligowego Besançon RC. Spędził tam cały sezon, a po jego zakończeniu powrócił do Sochaux. Tym razem stał się jego podstawowym graczem. W 2001 roku wygrał z klubem rozgrywki Ligue 2 i awansował z nim do pierwszej ligi. 20 października 2001 w zremisowanym 1-1 spotkaniu z Olympique Lyon strzelił pierwszego gola w trakcie gry w ekstraklasie. W 2003 roku jego klub wystąpił w finale Pucharu Ligi Francuskiej, jednak został tam pokonany 4-1 przez AS Monaco. Rok później ponownie zagrał w finale tych rozgrywek, tym razem zwyciężył w nich po pokonaniu w rzutach karnych FC Nantes. W 2007 roku został triumfatorem Pucharu Francji, w którego finale wygrał po rzutach karnych z Olympique Marsylia. W sezonie 2008/2009 Isabey nadal występował z klubem w rozgrywkach Ligue 1. Po jego zakończeniu przeszedł do Dijon FCO. W 2011 roku zakończył tam karierę.
W Ligue 1 rozegrał 264 spotkania i zdobył 15 bramek.